# 维洛
维洛（法語：Villeau，法語發音：[vilo]）是法国厄尔-卢瓦省的一个旧市镇，属于沙特尔区。2019年，维洛并入市镇博斯地区埃奥勒。

## 地理
维洛（48°14'26"N, 1°35'58"E）面积13.79 平方千米，位于法国中央-卢瓦尔河谷大区厄尔-卢瓦省，该省份为法国北部内陆省份，北起顺时针与厄尔省、伊夫林省、埃松省、卢瓦雷省、卢瓦-谢尔省、萨尔特省和奧恩省接壤。
与维洛接壤的市镇（或旧市镇、城区）包括：凡-拉福利、讷维昂迪努瓦、鲁夫赖圣弗洛朗坦、维拉尔、莱维拉日沃韦安。

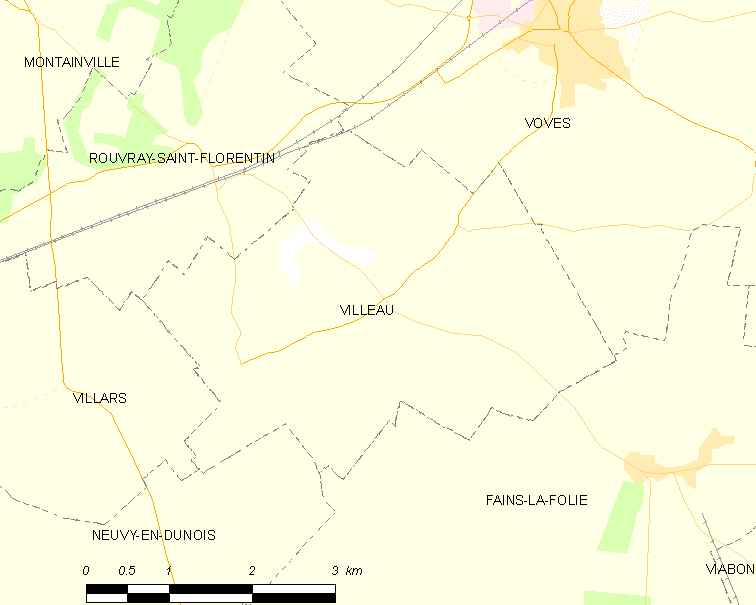
维洛的OSM定位图

维洛的时区为UTC+01:00、UTC+02:00（夏令时）。

## 行政
维洛的邮政编码为28150，INSEE市镇编码为28412。

## 政治
维洛所属的省级选区为莱维拉日沃韦安县。

## 人口

1962-2008年间维洛人口变化图示

维洛于2018年1月1日时的人口数量为185人。